# Formula One Group
Pour les articles homonymes, voir FOA.

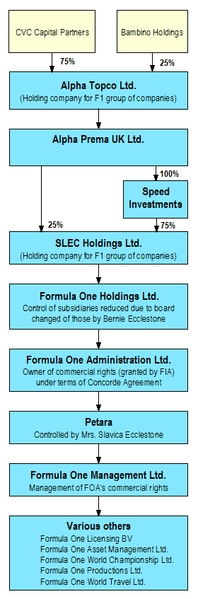
Structure de l'organisation en 2007.

Formula One Group est un ensemble d'entités chargées par la FIA de la promotion, de la diffusion et du management des épreuves de Formule 1 dans le monde depuis 1987.
Il a été créé, et présidé par le promoteur britannique Bernie Ecclestone, devenu par l'intermédiaire de cet organisme le « grand argentier » de la Formule 1. Son « règne » de 30 ans prend fin en janvier 2017, à la suite du rachat total de Delta Topco, la holding possédant officiellement la Formule 1, par le groupe américain Liberty Media Group, filiale de Liberty Media Corporation, qui est ensuite renommé Formula One Group. Un trio de direction s'installe aux commandes : Chase Carey (président), Sean Bratches (directeur commercial) et Ross Brawn (directeur technique et sportif). En janvier 2021, Stefano Domenicali remplace Chase Carey à la direction de la Formule 1.

## Histoire
SLEC Holdings est une structure créée par l'homme d'affaires britannique Bernie Ecclestone en 1996, elle est nommée SLEC d'après Slavica Ecclestone, sa femme à l'époque.
En 2000, Ecclestone vend 75 % de la société au magnat de la télévision allemande Leo Kirch pour 1,6 milliard de dollars mais garde la majorité des voix au conseil d'administration même s'il n'en possède plus que 25 % des parts à travers la société Bambino Holdings.
Lors de la faillite de l'empire de Leo Kirch en 2002, ses créditeurs, trois banques (Lehman Brothers, BayernLB et JP Morgan), se partagent sa part de 75 % de SLEC. En 2004, les trois banques demandent de Bernie Ecclestone le contrôle au conseil d'administration, sans l'obtenir.
En 2005 et 2006, le groupe CVC Capital Partners rachète les parts de JP Morgan Chase, Bayerische Landesbank et Lehman Brothers ainsi que la part de Bambino Holdings d'Ecclestone. Bernie Ecclestone utilisera les fonds du produit de la vente pour investir dans Alpha Prema, qui contrôle le Formula One Group.
En 2005, SLEC Holdings a réalisé un chiffre d'affaires estimé à 800 millions de dollars.
En septembre 2016, CVC Capital Partners annonce la vente d'une participation de 18,7 % à Liberty Media, valorisant l'ensemble de l'ensemble à une valeur de 8 milliards de dollars. Le rachat total est complété le 23 janvier 2017. Bernie Ecclestone quitte ses fonctions à 86 ans. Chase Carey est le nouveau patron de la Formule 1, épaulé par deux directeurs : Sean Bratches pour la partie commerciale (qui quitte son poste début 2020) et Ross Brawn pour la partie sportive.
En septembre, 2020 Stefano Domenicali est choisi pour remplacer Chase Carey à la tête du Formula One Group, devenant donc le patron de la Formule 1 à compter du 1er janvier 2021